# فرودگاه منطقه کلیدونیا
فرودگاه منطقه کلیدونیا (به انگلیسی: Caledonia County Airport) یک فرودگاه همگانی بهره‌برداری هوایی با کد یاتا LLX است که یک باند فرود آسفالت دارد و طول باند آن ۱۰۰۶ متر است. این فرودگاه در کشور ایالات متحده آمریکا قرار دارد و در ارتفاع ۳۶۲ متری از سطح دریا واقع شده‌است.